# 국립 중싱 대학
국립 중싱 대학(중국어 정체자: 國立中興大學, National Chung Hsing University, NCHU)은 중화민국 타이중시에 위치한 국립 대학이다.